# 馬橇

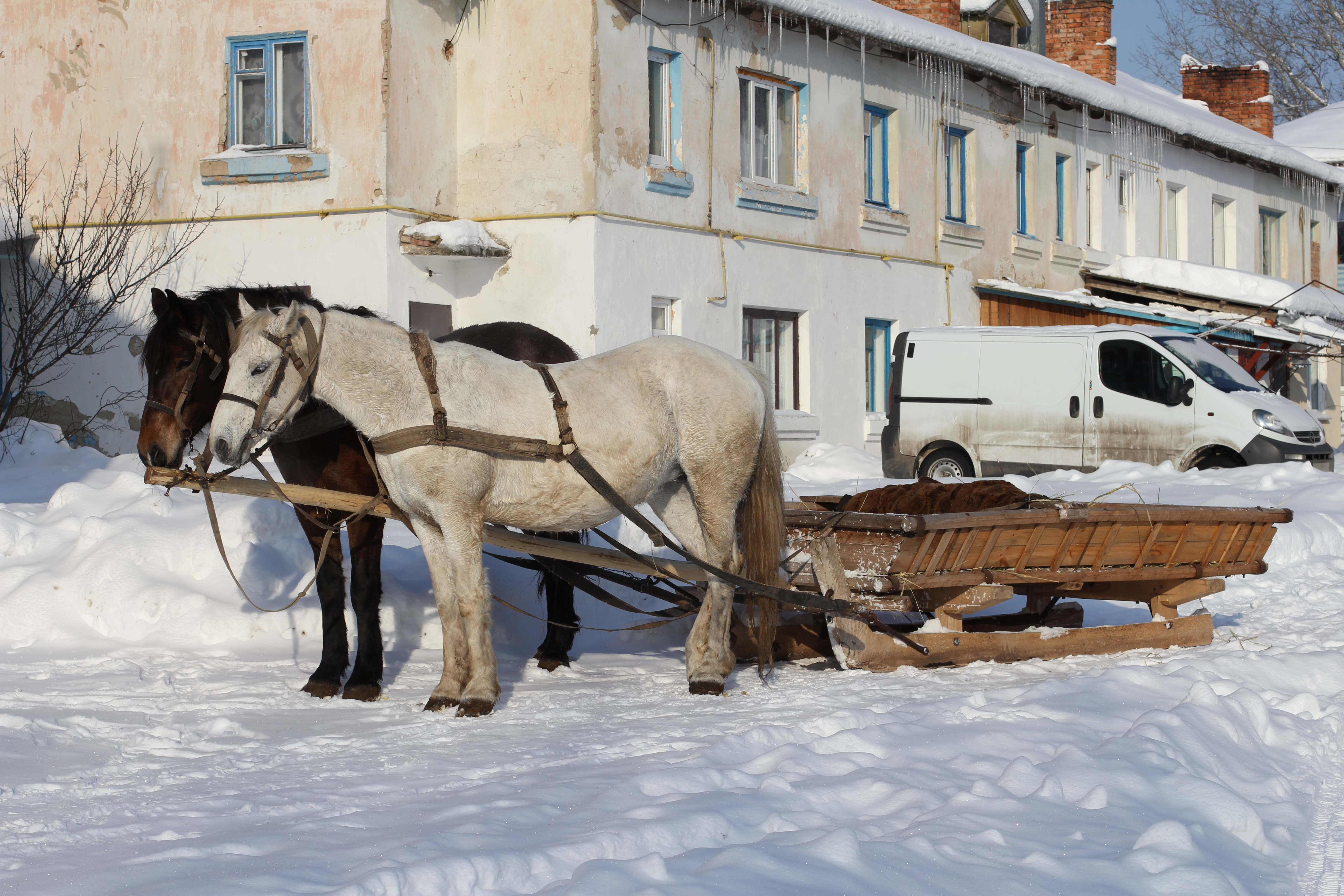
2012年、ウクライナにて

馬橇（ばそり、うまそり、うまぞり）とは、馬などの後ろにそりを取り付け、人や荷物を運搬する交通の手段。「橇」の字が難字のため馬そりなどの表記が多い。

## 極地探検
1911年12月、ロバート・スコットは雪上車と馬ぞりを使って南極点到達を目指したが、雪上車は故障し馬も次々と倒れたため最後は人力でそりを引き南極点に到達した。しかし、既に犬ぞりを主力とする後行のロアール・アムンセン隊が南極点に到達した後だった。

## 日本での利用
日本では開拓時代の北海道で普及し、昭和20年代までは冬の北海道の主要な交通手段だった。「橇」「（車偏に）毳」、「雪車」、「雪舟」、「雪船」、「雪艇」、「橇の右の上が「免」になったもの」などの表記も使用されていた。
なお、日本の道路交通法では道路上のものは軽車両の扱いである。

### 北海道の馬橇
1874年（明治7年）に、開拓使が樺太から「雪馬車」（馬橇のこと）と「曳馬鉄沓」（蹄鉄のこと）を購入したのが北海道で最初の馬橇とされている。当時の官吏が操作方法を学んだり、複製品を製作しようとしたが、部材の加工技術がないためうまくいかず、普及はしなかった。1876年（明治9年）にも札幌農学校の官園で導入を試みているが、普及していない。
1878年（明治11年）に、開拓長官の黒田清隆がロシアのウラジオストックとコルサコフを視察し、現地で見た馬橇がたいへん便利であることを知った。黒田は馬橇1台、乗用馬車2両と馬4頭を購入したほか、ロシア人の馬製作職人3名と契約をかわして北海道へ招聘した。北海道に戻ると、ロシア人の指導で開拓使工業局で馬橇や馬車の製作が行われ、開拓使が廃止になるまでの4年間で乗馬車7両、荷馬車282両、乗用馬橇19台、荷用馬橇420台を製造した。この大半は民間に払い下げられたが、一部は陸軍にわたり、札幌と手宮を結ぶ馬橇・馬車の定期便事業に充てられた。
札幌で改良された馬橇は北海道全域に普及し、1940年代（昭和15年頃）には北海道内だけで12万台あまりの馬橇が運用されていた。特別な技術を要する車橇業（馬車・馬橇製造業）は重要な職工のひとつで、各地の共進会に出品されることもあった。
昭和10年代後半から20年代にかけては馬橇や馬が軍用に徴発されて数が減ったが、終戦後に再び利用が始まり、昭和30年代から自動車にとってかわられた。しかし道路舗装や整備が未発達な地域、冬期の除雪が行き届かない地域では引き続き使われ、昭和40年代に実用のものは概ね姿を消した。現在では「シャンシャン馬そり」と称して各地で冬の観光資源の一つとなっているほか、ばんえい競走では通常の競馬とは大きく異なる独特の競馬に用いられている。

### 種類
- ロシア型 - 初期に製造された馬橇は「ロシア型」と呼ばれ、独特の形状をしていた。特徴的なのは、そり部分の太い木材の先端部が大きく上方に湾曲している点にある。当時、細い木材を加工する曲物技術は日本にもあったが、太い角材を曲げる加工技術は日本にはないものだった。

- 柴巻馬橇（札幌型、石狩型とも） - 明治20年代（1880年代末頃）になると、馬橇の製造技術を習得した職人が独立し、北海道の各地で馬車や馬橇の製造業を営むようになった。彼らが製造した馬橇はロシア型から改良が加えられ、「柴巻馬橇」（柴木（＝細い丸太状の木材）を加工して巻き、橇を補強していたことから）や「札幌型」（函館や釧路で主に製造されたものと区別して）などと呼ばれていた。柴巻馬橇は開拓地の拡大にともなって全道に普及し、北海道の多くの場所では単に「馬橇」と言った場合は柴巻馬橇を示している[4]。この柴巻馬橇は北海道的な風物とされる。

- 函館型（カナ橇とも） - 函館では、札幌の開拓が進む以前から在来型の橇が使用されていた。のちに馬橇の製造もはじまるが、柴巻馬橇（札幌型）とは構造や製作技術が異なり、外観にも相違が多い。金具を多く用いるため「カナ橇」とも呼ばれる。商人を通じて道東にもひろまり、釧路型へ改良された。

- 青森型 - 北海道で普及した馬橇を真似て製造された。しかし、角材を曲げる技術が北海道から伝わらなかったので、最初から根本が曲がっている木材を使用してつくられた。

- 釧路橇 - かつては函館で製造した函館型の馬橇を釧路へ運んで使用していた。明治30年代の終わり頃（1900年代後半）から、釧路でも馬橇の製造が行われるようになり、木部の曲げ加工部や前板部が固有の形状となった。釧路では昭和30年代まで車橇製造業者があったが、昭和40年代には自動車にとってかわられ、製造業者は自動車修理業に転業したものが多かった[7]。

- バチ橇 - もっぱら材木の運搬のため、大正時代に登場した。スキーを左右に二台並べたような形状をしている。バチ橇を前後に2台並べ、その間隔を自由に調整することで材木の長さや量、地形にあわせて使用した。

- ベタ橇 - 昭和10年代に登場した幅が広い木材運搬用の橇。軟弱な雪道でも良好に使用できた。